# Конрад Альбрехт
Конрад Альбрехт (нім. Conrad Albrecht; 7 жовтня 1880, Бремен — 18 серпня 1969, Гамбург) — німецький воєначальник часів Третього Рейху, генерал-адмірал Крігсмаріне (1939).

## Біографія
10 квітня 1899 року вступив в ВМФ кадетом. Закінчив військово-морське училище зі спеціальним курсом (1901). Служив на різних надводних кораблях. З 1 жовтня 1905 року — в дивізії міноносців, з 1909 року — командир міноносця. Учасник Першої світової війни.
З 1 вересня 1914 командир 1-ї торпедної напівфлотилії, з 16 вересня 1917 року — флотилії ескадрених міноносців «Фландрія».
З 1 листопада 1918 року — офіцер Адмірал-штабу (потім офіцер для доручень) на морський станції «Остзеє».
З 13 березня 1920 року — командир 1-ї флотилії міноносців «Остзеє», з 10 вересня 1920 року — 1-й флотилії міноносців. З 23 березня 1923 року — комендант військово-морського арсеналу в Кілі. 12 вересня 1925 призначений начальником штабу військово-морської станції «Остзеє».
1 жовтня 1928 року переведений до Берліна на посаду офіцера для доручень при начальнику Морського управління. З 1 грудня 1928 року — керівник Відділу офіцерських кадрів Морського управління. 29 вересня 1930 року — призначений командувачем розвідувальними силами флоту. З 1 жовтня 1932 року очолював військово-морську станцію «Остзеє» — одне з найбільших на той час з'єднань ВМС Німеччини.
З 4 липня 1935 року — командувач-адмірал військово-морський станції «Остзеє». 1 листопада 1938 року здав командування і призначений командувачем більшого з'єднання — групи ВМС Німеччини «Схід».
Керував діями ВМФ під час Польської кампанії. 30 жовтня 1939 року усунений з поста командувача групою, до того часу переформованою в групу ВМС «Північ», і зарахований у розпорядження ОКМ. 31 грудня 1939 року звільнений у відставку.

## Нагороди
Військова кар'єра
- 10 квітня 1899 — фенрих-цур-зее
- 17 вересня 1902 — лейтенант-цур-зее
- 17 травня 1904 — обер-лейтенант-цур-зее
- 27 березня 1909 — капітан-лейтенант
- 12 жовтня 1916 — корветтен-капітан
- 1 березня 1923 — фрегаттен-капітан
- 1 травня 1925 — капітан-цур-зее
- 1 квітня 1930 — контр-адмірал
- 1 жовтня 1932 — віце-адмірал
- 1 грудня 1935 — адмірал
- 1 квітня 1939 — генерал-адмірал

- Орден Святого Олафа, лицарський хрест 1-го класу (Норвегія; 31 липня 1913)
- Орден Червоного орла 4-го класу (9 серпня 1913)
- Орден Спасителя, офіцер золотого хреста (Греція; 4 травня 1914)
- Орден Корони Італії
  - офіцерський хрест (16 травня 1914)
  - великий хрест (13 грудня 1937)
- Залізний хрест
  - 2-го класу (15 грудня 1914)
  - 1-го класу (3 червня 1916)
- Ганзейський Хрест (Бремен; 5 травня 1916)
- Королівський орден дому Гогенцоллернів, лицарський хрест з мечами (23 грудня 1917)
- Військовий Хрест Фрідріха-Августа (Ольденбург) 2-го (із застібкою «Перед ворогом») і 1-го класу (10 серпня 1916) — отримав 2 нагороди одночасно.
- Хрест «За вислугу років» (Пруссія) (25 років; 14 вересня 1920)
- Фландрійський хрест із застібкою «Війна на морі»
- Почесний хрест ветерана війни з мечами (1 листопада 1934)
- Медаль «За вислугу років у Вермахті»
  - 4-го, 3-го, 2-го і 1-го класу (25 років; 2 жовтня 1936) — отримав 4 нагороди одночасно.
  - особливого класу (40 років; 15 вересня 1939)
- Орден Білої троянди (Фінляндія), командорський хрест 1-го класу (19 жовтня 1936)
- Орден Заслуг (Угорщина), великий хрест (21 грудня 1938)
- Медаль «У пам'ять 1 жовтня 1938 року» (22 травня 1939)
- Застібка до Залізного хреста
  - 2-го класу (24 вересня 1939)
  - 1-го класу (30 вересня 1939)
- Почесний кинджал крігсмаріне (31 грудня 1939)